# Tim McIlrath
Timothy "Tim" James McIlrath (* 3. listopadu 1978) je americký punk rockový hudebník. Je zpěvákem, kytaristou, textařem a spoluzakladatelem americké hudební skupiny Rise Against. Je známý podporováním práv zvířat a organizace PETA. Spolu s basistou Joe Principem a kytaristou Zachem Blairem následuje životní styl straight edge.